# Niandan

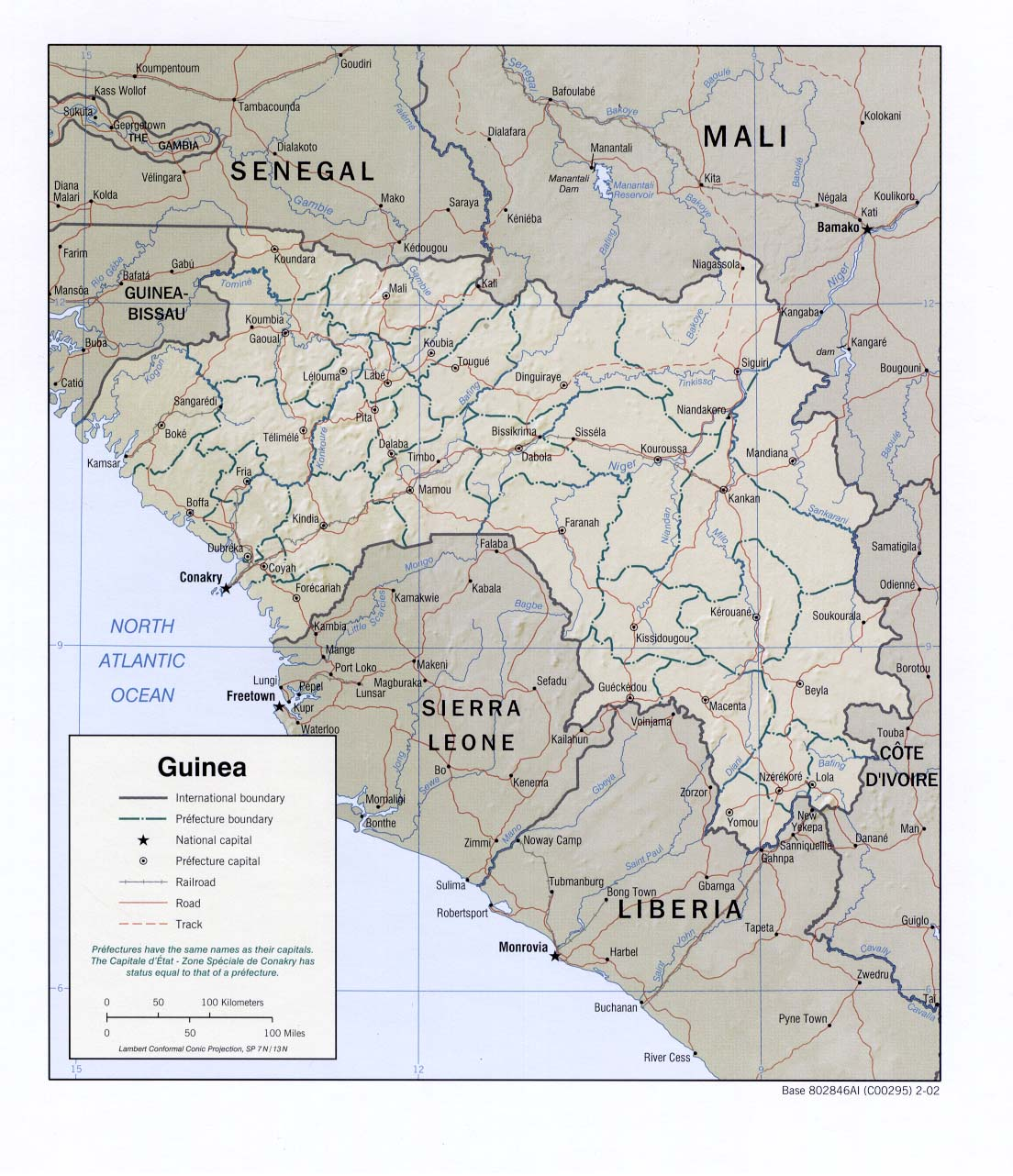
Le cours du Niandan sur le territoire de la république de Guinée

Le Niandan est une rivière d'Afrique occidentale qui traverse le territoire de la Guinée. C'est un affluent du Niger en rive droite. 

## Géographie
Le Niandan naît en Guinée dans les hauteurs situées au nord de la frontière avec le Libéria et à l'est de celle de la Sierra Leone. Sa longueur est de plus ou moins 190 km. Dès sa naissance, il coule en direction du nord, direction qu'il maintient, malgré de nombreux méandres, jusqu'à la fin de son parcours. Il finit par se jeter dans le Niger en rive droite, à une quinzaine de kilomètres en aval de la localité de Kouroussa. 

## Hydrométrie - Les débits à Baro
Le débit de la rivière a été observé pendant 33 ans (1947-1979) à Baro, localité toute proche du confluent du Niandan avec le Niger . 
À Baro, le débit annuel moyen ou module observé sur cette période a été de 251 m3/s pour une surface prise en compte de plus ou moins 12 770 km2, soit la quasi-totalité du bassin versant de la rivière.
La lame d'eau écoulée dans l'ensemble du bassin atteint ainsi le chiffre de 620 millimètres par an.
Le Niandan est un cours d'eau abondant et très bien alimenté, mais fort irrégulier. Le débit moyen mensuel observé en avril (minimum d'étiage) atteint 20,4 m3/s, soit 38 fois moins que le débit moyen du mois de septembre, ce qui montre une irrégularité saisonnière importante. Sur la durée d'observation de 33 ans, le débit mensuel minimal a été de 2 m3/s, niveau où le cours d'eau est réduit à sa plus simple expression, tandis que le débit mensuel maximal s'élevait à 1 109 m3/s.